# Attendorn
Attendorn is een stad en gemeente in de Duitse deelstaat Noordrijn-Westfalen, gelegen in de Kreis Olpe. De gemeente telt 24.330 inwoners (31 december 2020) op een oppervlakte van 97,85 km².
De stad is bekend vanwege de Attagrot. Van over heel de wereld komen toeristen om deze grot te bezoeken.

## Stadsdelen
| - Albringhausen - Beukenbeul - Biekhofen - Borghausen - Bremge - Berlinghausen - Bürberg - Dahlhausen - Dünschede - Ebbelinghagen - Eichen | - Ennest - Erlen - Fernholte - Hebberg - Helden - Hofkühl - Holzweg - Jäckelchen - Keseberg - Lichtringhausen - Listerscheid | - Mecklinghausen - Merklinghausen - Milstenau - Neuenhof - Neu-Listernohl - Niederhelden - Papiermühle - Petersburg - Rauterkusen - Repe - Rieflinghausen | - Röllecken - Roscheid - Sankt Claas - Silbecke - Uelhof - Voßsiepen - Weltringhausen - Wamge - Weschede - Windhausen |

## Afbeeldingen

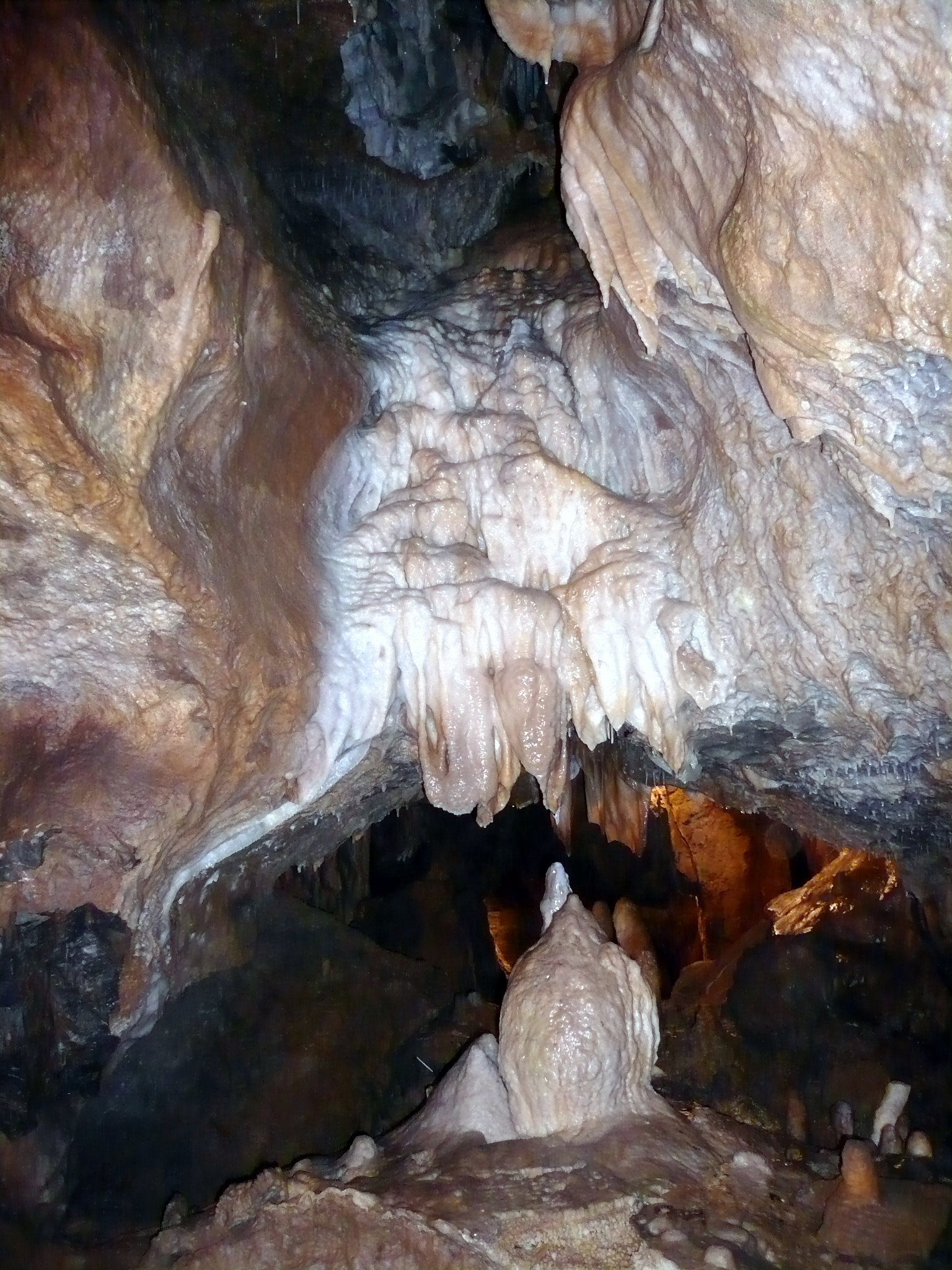
Attagrot
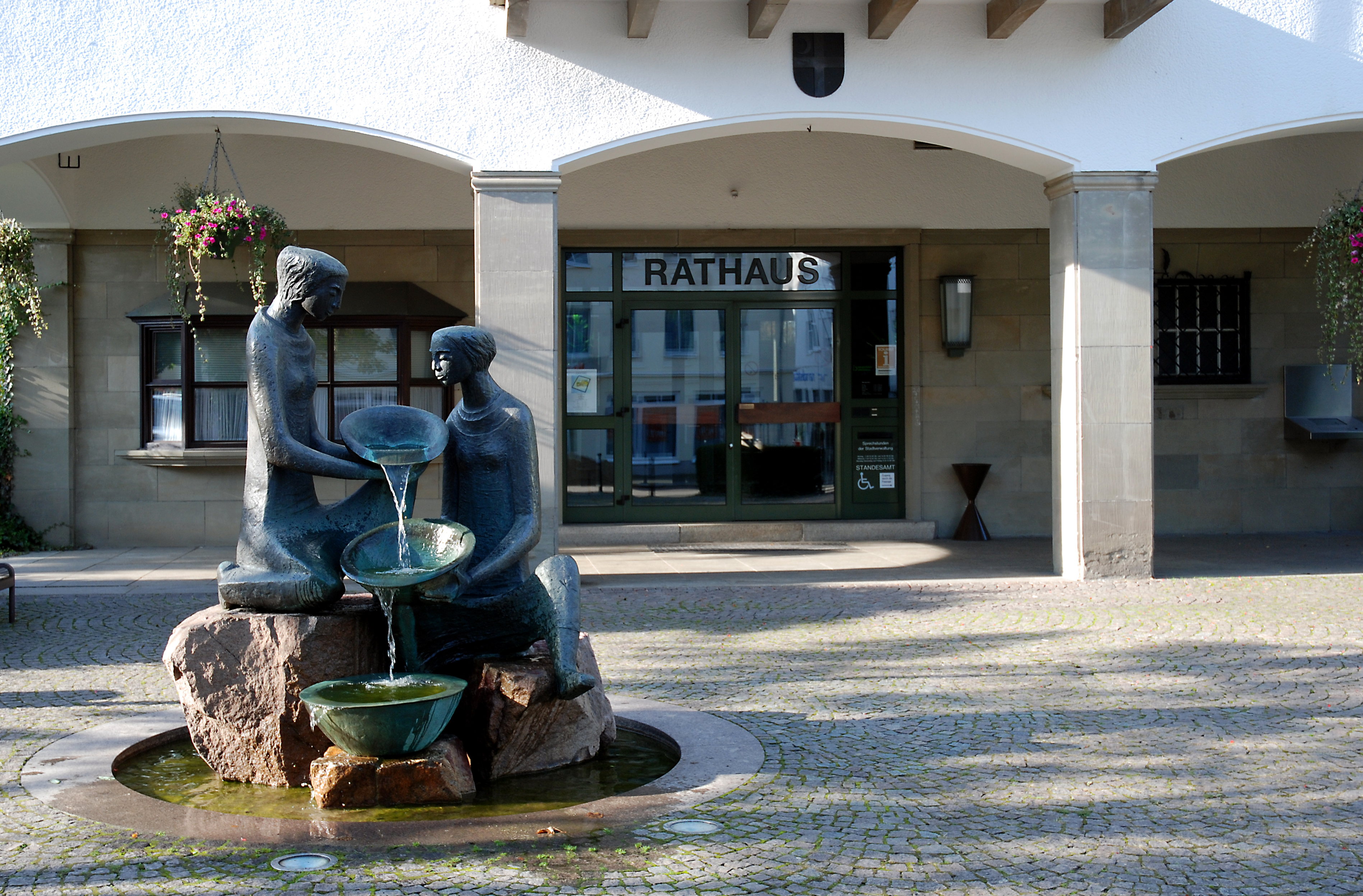
Gemeentehuis
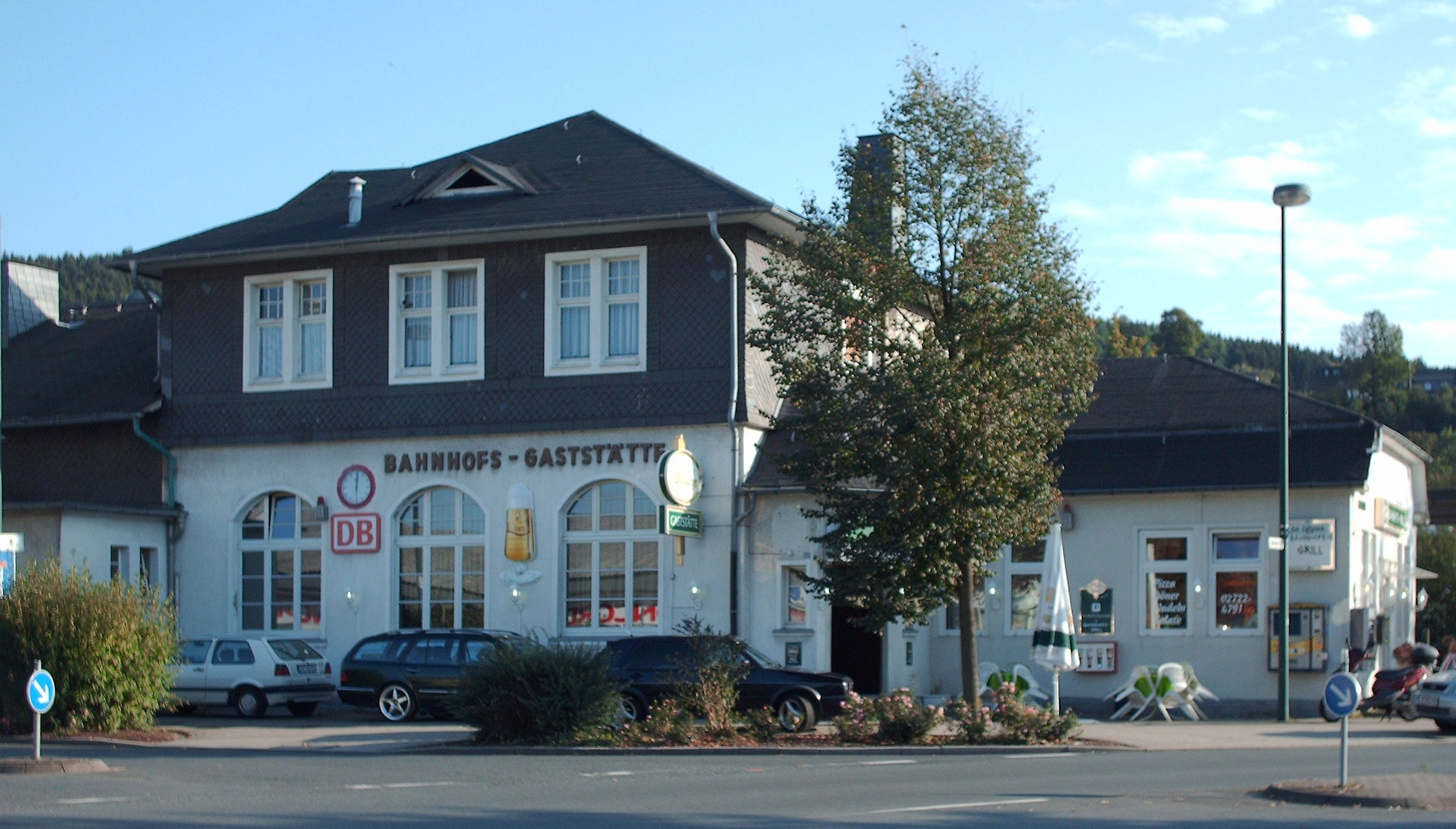
Station
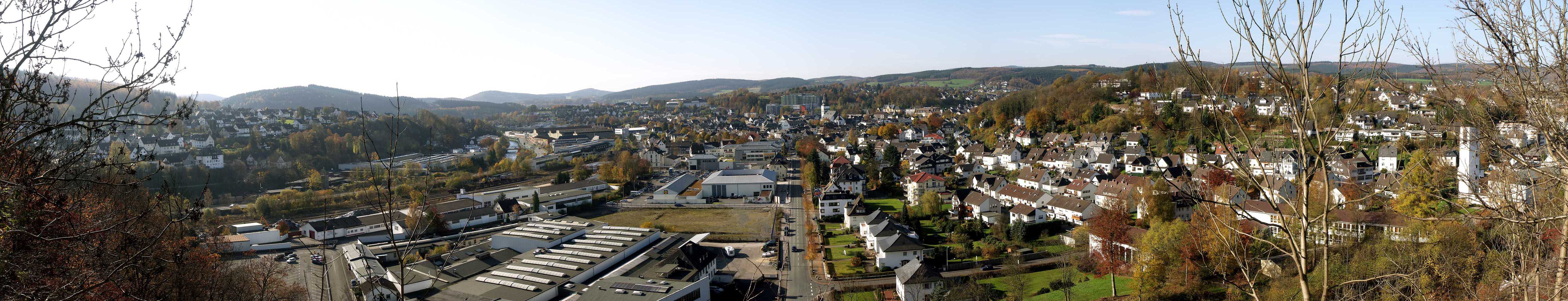
Gezicht op Attendorn

Attendorn · Drolshagen · Finnentrop · Kirchhundem · Lennestadt · Olpe · Wenden
Albringhausen · Attendorn · Berlinghausen · Beukenbeul · Biekhofen · Biggen · Borghausen · Bremge bei Ennest · Bremge/Biggesee · Bürberg · Dahlhausen · Dünschede · Ebbe, Forsthaus · Ebbelinghagen · Eichen · Ennest · Erlen · Ewig · Fernholte · Hebberg · Helden · Hofkühl · Hohen Hagen · Holzweg · Jäckelchen · Keseberg · Keuperkusen · Kraghammer · Lichtringhausen · Listerscheid · Mecklinghausen · Merklinghausen · Milstenau · Neuenhof · Neu-Listernohl · Niederhelden · Nuttmecke · Papiermühle · Petersburg · Rauterkusen · Rautersbeul · Repe · Rieflinghausen · Röllecken · Roscheid · Schnellenberg · Sankt Claas · Silbecke · Uelhof · Voßsiepen · Wamge · Weltringhausen · Weschede · Weuste · Windhausen · Wörmge